# Alfredo Sternheim
Alfredo Sternheim (São Paulo, 31 de julho de 1942 - São Paulo, 6 de dezembro de 2018) foi um diretor e roteirista brasileiro de cinema, além de jornalista e escritor.
Alfredo era filho de um alemão com uma marroquina, ambos judeus, que se exilaram no Brasil fugindo do nazismo.[carece de fontes?] No início da carreira, foi assistente de diretores consagrados, como Walter Hugo Khouri.

## Filmes
- Fêmeas que Topam Tudo (1987 - direção)
- Sexo Doido (1986 - direção)
- Sexo em Festa (1986 - direção)
- Borboletas e Garanhões (1985 - direção, roteiro e seleção musical)
- Sexo Livre (1985 - direção e roteiro)
- Sexo dos Anormais (1984 - direção e roteiro)
- Sexo em Grupo (1984 - direção, roteiro e seleção musical)
- Variações do Sexo Explícito (1984 - direção e roteiro)
- Sacanagem (1983 - direção e roteiro)
- Tensão e Desejo (1983 - direção, roteiro e seleção musical)
- Amor de Perversão (1982 - direção e roteiro)
- Brisas do Amor (1982 - direção, roteiro e seleção musical)
- As Vigaristas do Sexo (1982 - roteiro)
- As Prostitutas do Dr. Alberto (1981 - direção e roteiro)
- Violencia na Carne (1981 - direção, roteiro e seleção musical)
- Corpo Devasso (1980 - direção e roteiro)
- Herança dos Devassos (1979 - direção)
- Mulher Desejada (1978 - direção e roteiro)
- Lucíola, o Anjo Pecador (1975 - direção e roteiro)
- Pureza Proibida (1974 - direção e roteiro)
- Anjo Loiro (1973 - direção e roteiro)
- Aquelhas Mulheres (1973 - direção)
- Paixão na Praia (1971 - direção e roteiro)
- Noite Vazia (1964 - diretor assistente)
- A Ilha (1963) (1963 - diretor assistente)

## Livros
- Cinema da Boca - Dicionário dos Diretores. Coleção Aplauso.  São Paulo: Imprensa Oficial do Estado de São Paulo, 2005 ISBN 8570604025
- Alfredo Sternheim - Um Insólito Destino (autobiografia). Coleção Aplauso.  São Paulo: Imprensa Oficial do Estado de São Paulo, 2009
- Luiz Carlos Lacerda – Prazer & Cinema. Coleção Aplauso.  São Paulo: Imprensa Oficial do Estado de São Paulo
- Máximo Barro – Talento e Altruísmo. Coleção Aplauso.  São Paulo: Imprensa Oficial do Estado de São Paulo
- Arlete Montenegro – Fé, Amor e Emoção . Coleção Aplauso.  São Paulo: Imprensa Oficial do Estado de São Paulo
- David Cardoso – Persistência e Paixão. Coleção Aplauso.  São Paulo: Imprensa Oficial do Estado de São Paulo
- Suely Franco – A Alegria de Representar .Coleção Aplauso.  São Paulo: Imprensa Oficial do Estado de São Paulo

## Prêmios e indicações
- 1974 - Vencedor do Troféu APCA  da Associação Paulista de Críticos de Arte - Melhor roteiro: Anjo Loiro
- 1975 - Indicado ao Kikito (Festival de Brasília) - Melhor filme: Pureza Proibida